# Barki z węglem
Barki z węglem – dwa obrazy olejne namalowane przez Vincenta van Gogha w sierpniu 1888 podczas jego pobytu w miejscowości Arles.
1. Barki z węglem I (hol. Steenkoolschuiten, ang: Coal Barges)[1], nr kat.: F 437, JH 1570, obecnie w zbiorach Collection Carleton Mitchell w Annapolis (Maryland, USA);
2. Barki z węglem II (hol. Kolenschuiten, ang: Coal Barges)[2], nr kat.: F 438, JH 1571, obecnie w zbiorach Muzeum Thyssen-Bornemisza w Madrycie.

## Historia
Kiedy Vincent van Gogh przyjechał do Arles w lutym 1888, poszukiwał świetlistej atmosfery francuskiego Południa, odrzucając metody puentylistów i impresjonistów na rzecz bardziej syntetycznych form i mocniejszych kolorów. Obraz Barki z węglem świadczy o zmianie jego stylu. Został namalowany przy pomocy wydłużonych, grubych pociągnięć pędzlem i odznacza się kontrastami kolorystycznymi. Przedstawia widok na Rodan z gorejącym słońcem, w którym motywy kompozycji, noszące wyraźny wpływ sztuki japońskiej, odcinają się na tle światła.
Tego wieczoru zobaczyłem piękny i bardzo dziwny efekt. – napisał Vincent do brata Theo pod koniec lipca 1888 z Arles – Bardzo duża barka na Rodanie, załadowana węglem, przycumowana do nabrzeża. Jak popatrzeć z góry, wszystko to błyszczało i było mokre od deszczu; woda była biało-żółta, zmącona perłową szarością, niebo w kolorze bzu, z pomarańczową smugą na zachodzie, miasto fioletowe. Na łodzi drobni, umorusani robotnicy, ubrani na niebiesko i biało, przychodzili i odchodzili wynosząc ładunek na brzeg. To był czysty Hokusai. Było za późno, żeby to namalować, ale któregoś dnia, kiedy ta barka węglowa powróci, trzeba będzie za to się zabrać.
Będąc pod wrażeniem zaobserwowanej sceny artysta namalował wkrótce trzy obrazy. Pierwszy z nich ukazuje dwie zacumowane łodzie z piaskiem, oglądane z wysokiego nabrzeża, z ukośnej perspektywy. W pełnym świetle dnia kilku mężczyzn wyładowuje piasek (nie węgiel). Później, być może pod koniec sierpnia, van Gogh namalował dwa podobne ujęcia, tym razem przedstawiające barki węglowe o zachodzie słońca. Wysoko położony punkt obserwacyjny z pierwszego obrazu artysta zamienił tu na położony blisko powierzchni gruntu, a kąt widzenia z ukośnego zmienił na bardziej czołowy. Takie usytuowanie pozwoliło mu na przedstawienie rozleglej, pomarańczowej aury, w której ciemne łodzie na pierwszym planie i budynki po drugiej stronie rzeki odcinają się na tle światła. Poprzez zestawienie ciemności nocy z czernią węgla wyładowywanego z barek artysta starał się wyrazić pewne uczucia, a nie tylko przedstawić pewien widok.
W swoim badaniu porównawczym obu obrazów historyk sztuki Ronald Pickvance stwierdził, że choć oba obrazy van Gogh namalował z pamięci w swojej pracowni przy użyciu tych samych szybkich i pewnych pociągnięć pędzlem, to istnieją między nimi znaczne różnice nie tylko co do ich rozmiarów, ale także w potraktowaniu kompozycji.
Obraz był wystawiany w lecie 1905 pod tytułem „Zachód słońca” podczas retrospektywnej wystawy prac van Gogha w Stedelijk Museum w Amsterdamie, zorganizowanej przez jego szwagierkę Johannę van Gogh-Bonger.